# Liste der EU-Vogelschutzgebiete in Deutschland

Natura 2000-Logo

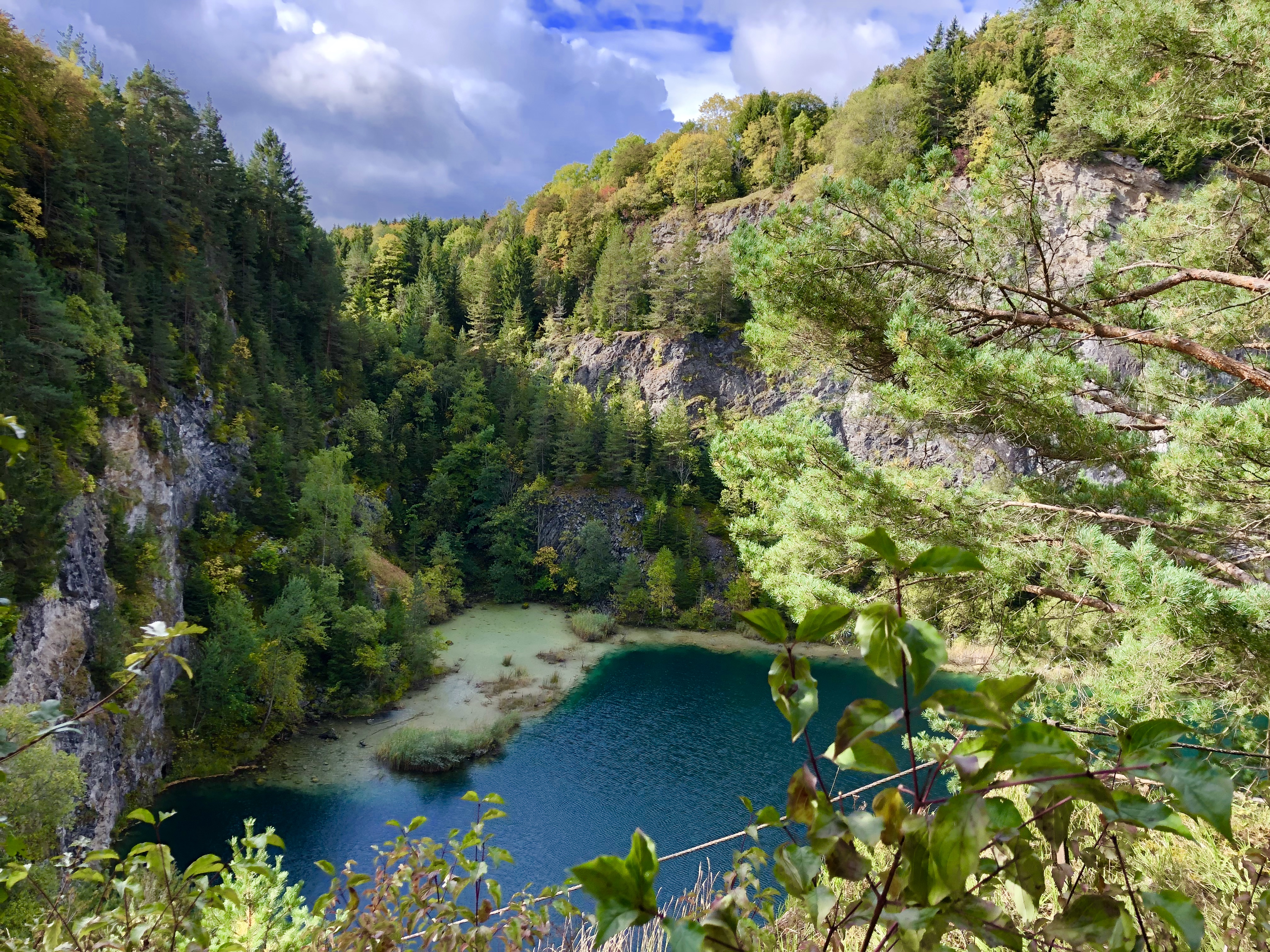
EU-Vogelschutzgebiet Höwenegg

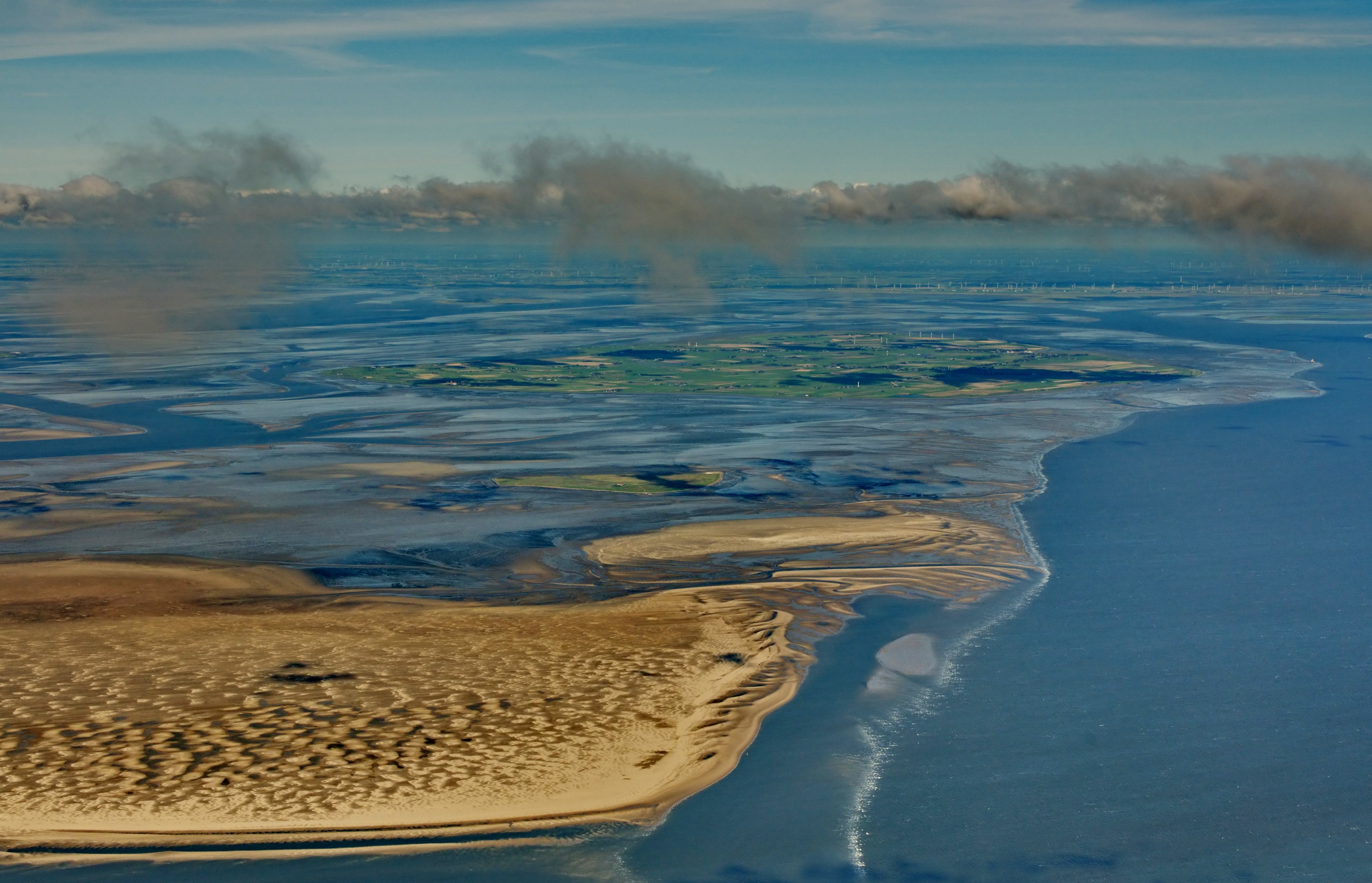
EU-Vogelschutzgebiet Ramsar-Gebiet S-H Wattenmeer und angrenzende Küstengebiete

Die Liste der EU-Vogelschutzgebiete in Deutschland (EU-Vogelschutzgebiete) verzeichnet die Listen für die einzelnen Bundesländer in Deutschland. Insgesamt gibt es 742 ausgewiesene EU-Vogelschutzgebiete mit einer Fläche von insgesamt über 60.000 km² (Stand 2021).
Die Größe dieser Schutzgebiete reicht von einzelnen Felsen (als Brutplatz für Wanderfalke oder Uhu) über komplette Flusssysteme bis zu weiträumigen Gebieten in der Nordsee. Das kleinste Vogelschutzgebiet ist dabei mit 2,77 ha der „Tierstein mit Hangwald und Egerquelle“ in Baden-Württemberg, das größte mit 463.907 ha das Vogelschutzgebiet „Ramsar-Gebiet S-H Wattenmeer und angrenzende Küstengebiete“ in Schleswig-Holstein. Der Median aller Vogelschutzgebiete liegt bei 1.980 ha, der Mittelwert bei 8.087 ha.

## Listen nach Bundesland
- Liste der EU-Vogelschutzgebiete in Baden-Württemberg
- Liste der EU-Vogelschutzgebiete in Bayern
- Liste der EU-Vogelschutzgebiete in Berlin
- Liste der EU-Vogelschutzgebiete in Brandenburg
- Liste der EU-Vogelschutzgebiete in Bremen
- Liste der EU-Vogelschutzgebiete in Hamburg
- Liste der EU-Vogelschutzgebiete in Hessen
- Liste der EU-Vogelschutzgebiete in Mecklenburg-Vorpommern
- Liste der EU-Vogelschutzgebiete in Niedersachsen
- Liste der EU-Vogelschutzgebiete in Nordrhein-Westfalen
- Liste der EU-Vogelschutzgebiete in Rheinland-Pfalz
- Liste der EU-Vogelschutzgebiete im Saarland
- Liste der EU-Vogelschutzgebiete in Sachsen
- Liste der EU-Vogelschutzgebiete in Sachsen-Anhalt
- Liste der EU-Vogelschutzgebiete in Schleswig-Holstein
- Liste der EU-Vogelschutzgebiete in Thüringen
- Liste der EU-Vogelschutzgebiete in der ausschließlichen Wirtschaftszone